# Embarcadère public de Kowloon

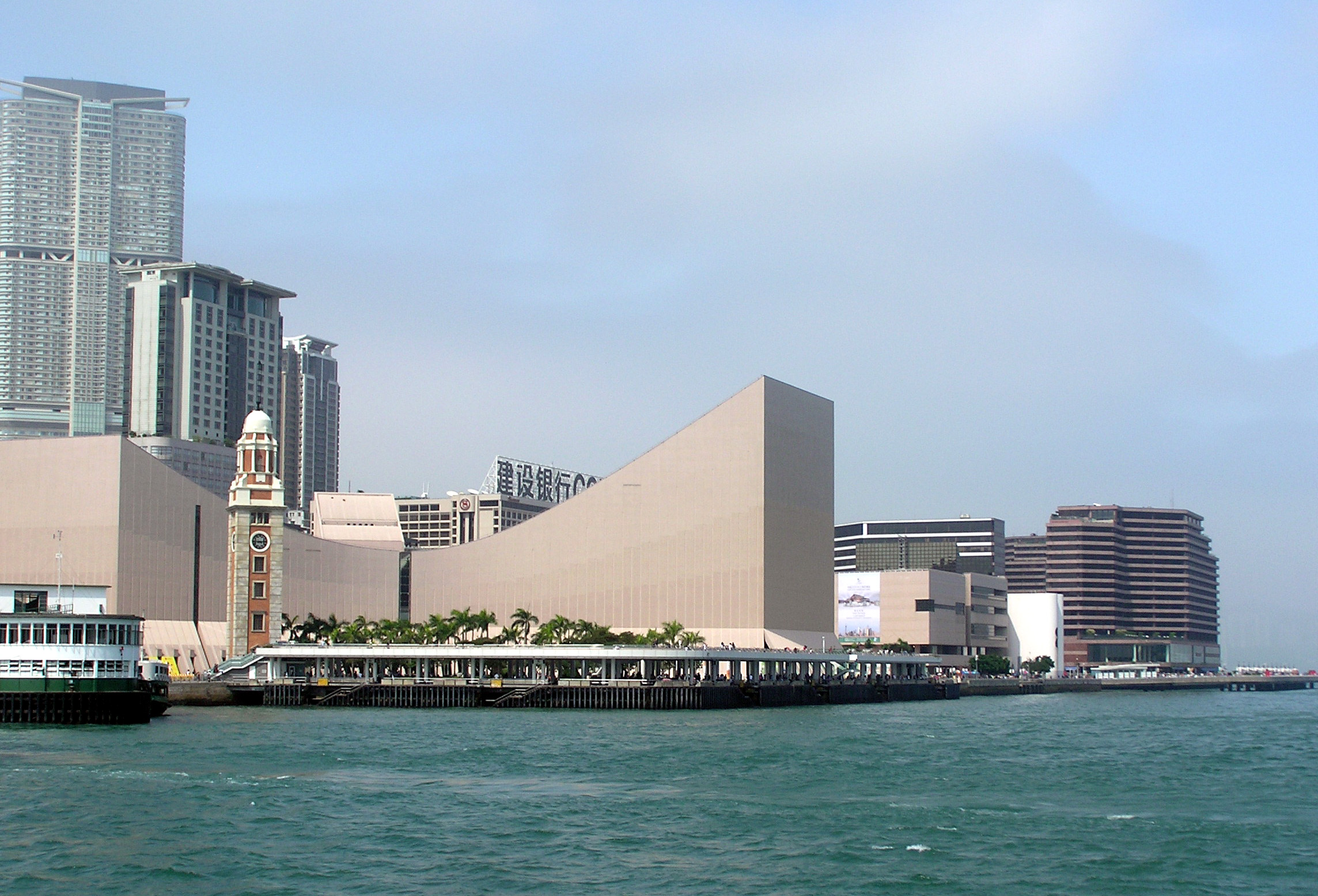
L'embarcadère public de Kowloon. L'autre embarcadère blanc et vert sur la gauche est l'embarcadère de la Star Ferry.

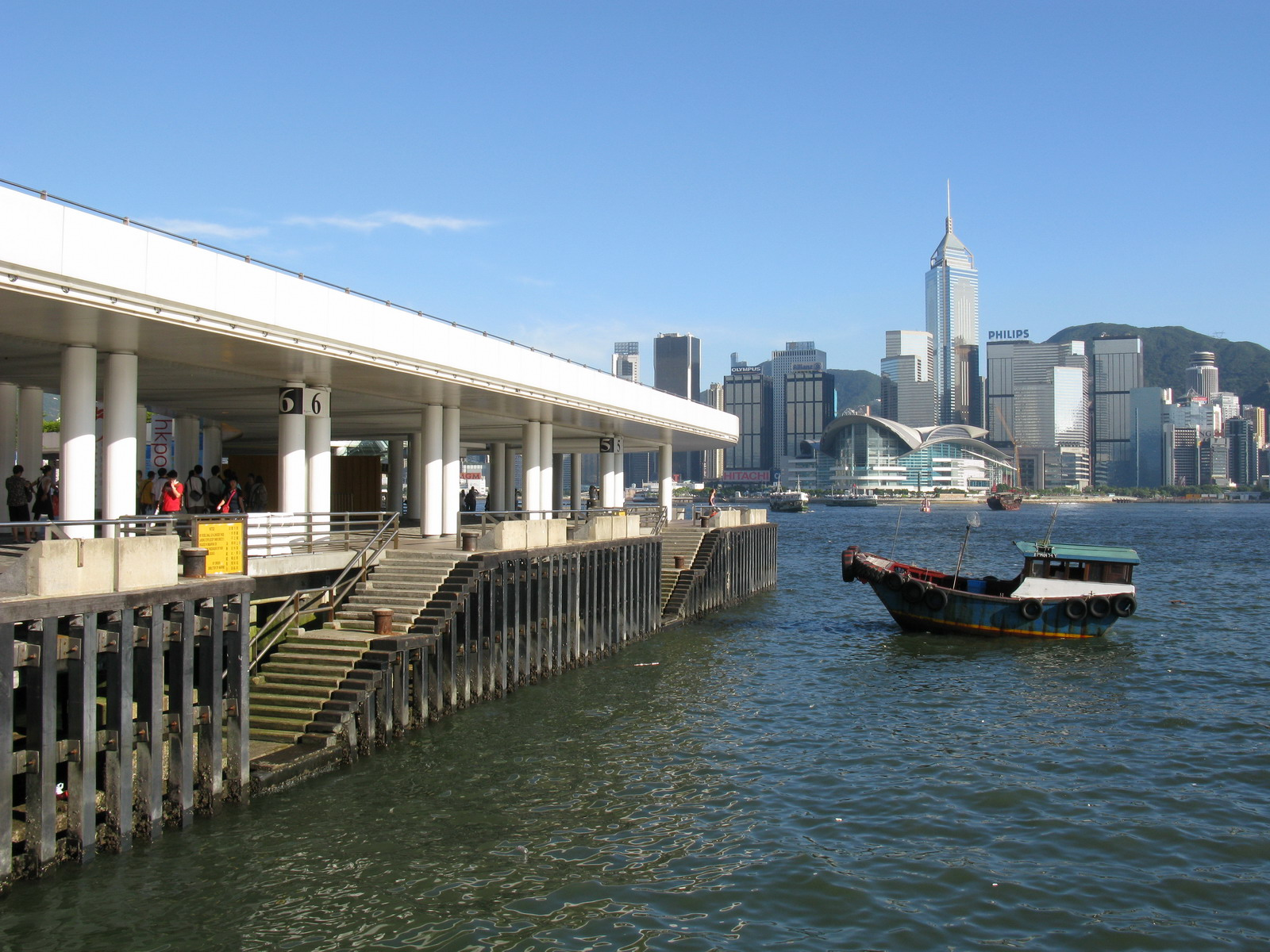
Partie ouest de l'embarcadère public de Kowloon.

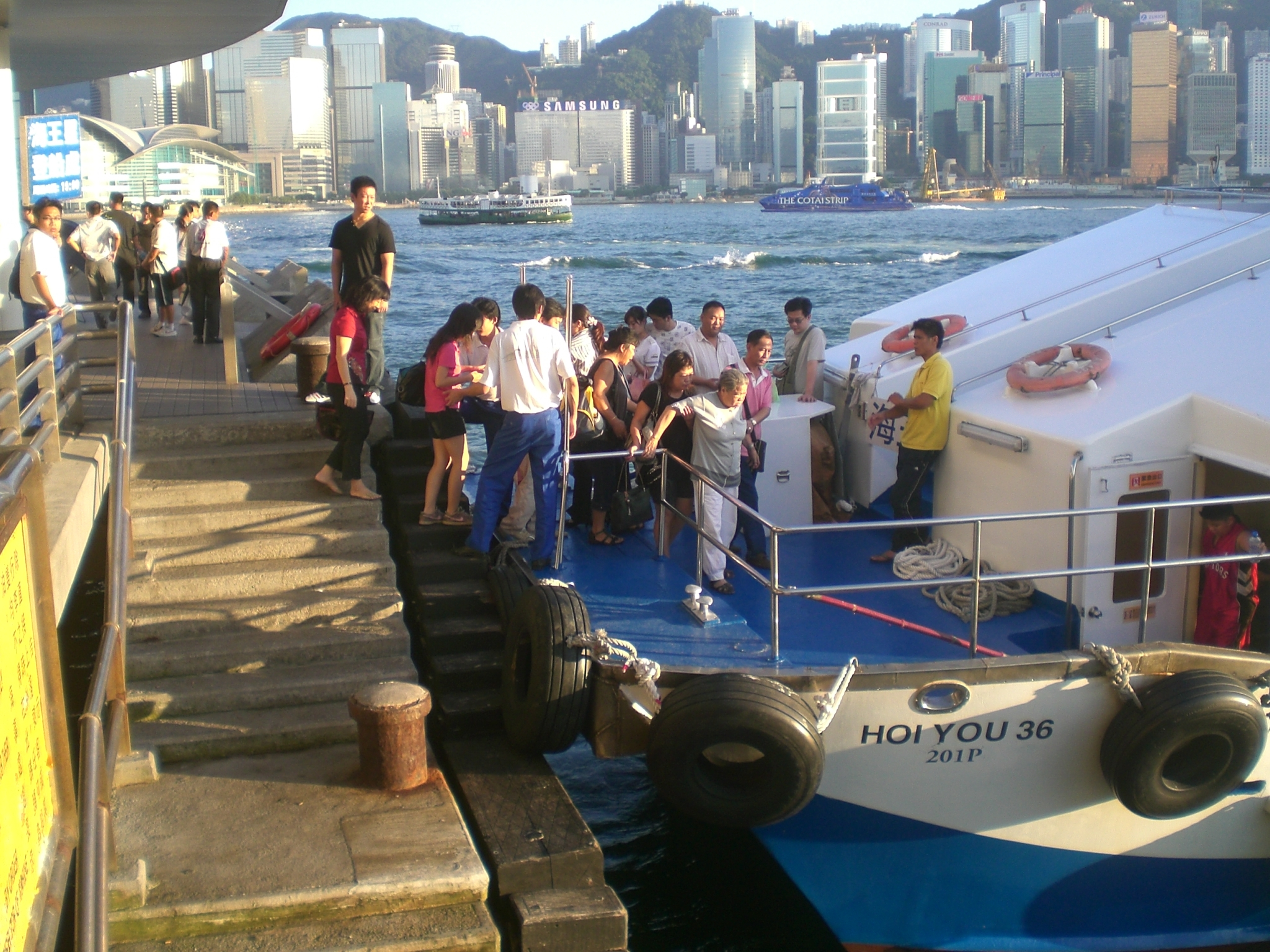
Passagers montant dans un bateau depuis l'embarcadère.

L'embarcadère public de Kowloon (九龍公眾碼頭, Kowloon Public Pier), aussi appelé embarcadère public de Tsim Sha Tsui, est situé à Hong Kong dans le quartier de Tsim Sha Tsui à Kowloon. N'importe quel bateau peut librement y accoster.
Il se trouve entre le centre culturel de Hong Kong et Victoria Harbour, plus précisément juste à côté de la tour de l'horloge. L'embarcadère de la Star Ferry est situé un peu plus loin au nord-ouest.

## Histoire
Avant l'entrée en service du tunnel de la traversée du détroit et du Star Ferry, les résidents de l'île de Hong Kong prenaient des walla-wallas (en) (petits bateau à moteur) depuis la jetée et interchangeaient pour prendre le train à la gare de Tsim Sha Tsui pour se rendre dans les Nouveaux Territoires et en Chine continentale.

## Relais de la flamme olympique
L'embarcadère public de Kowloon est l'un des arrêts des relais de la flamme olympique à Hong Kong lors des Jeux olympiques de Tokyo de 1964 et des Jeux olympiques de Pékin de 2008,.